# Ozero Gluchoje
Ozero Gluchoje (ryska: Озеро Глухое) är en sjö i Belarus.   Den ligger i voblasten Vitsebsks voblast, i den norra delen av landet, 230 km norr om huvudstaden Minsk. Ozero Gluchoje ligger 137 meter över havet.
I omgivningarna runt Ozero Gluchoje växer i huvudsak blandskog. Runt Ozero Gluchoje är det mycket glesbefolkat, med 7 invånare per kvadratkilometer.